# Palazzo Laspro
Il palazzo Laspro è un palazzo di Balvano, in provincia di Potenza, risalente al 1750.

## Storia ed architettura
Nacque come residenza nobiliare e venne arricchito negli anni da vari elementi architettonici, in seguito in parte andati perdutiː il palazzo si sviluppa su tre piani per una superficie di circa 1000 m² e, posto nel centro storico del piccolo borgo, si affaccia su un appezzamento con alberi secolari.
Appartiene alla famiglia Laspro, famiglia aristocratica della quale fece parte il vescovo di Gallipoli e poi di Lecce e arcivescovo di Salerno, Valerio Laspro (1827-1914), noto per le posizioni antiunitarie.
Subì notevoli danni in seguito al terremoto dell'Irpinia del 23 novembre 1980, con il crollo della copertura e di parte del primo piano. Fu in seguito oggetto di restauro conservativo che ha restituito il suo carattere originario. Palazzo Laspro, infatti, fu vincolato nel 1981 con decreto del Ministero dei beni culturali e ambientali.
Ospitò il re Vittorio Emanuele II, la regina Margherita, Francesco Saverio Nitti e Giorgio Almirante.

## Altri complessi correlati
Con Palazzo Laspro, "Casino Laspro" - masseria fortificata risalente ai primi dell'800, anch'essa appartenente alla famiglia Laspro e vincolata con decreto del Ministro dei beni culturali e ambientali del 19 novembre 1988 - fu rifugio per molti ebrei perseguitati nel corso della seconda guerra mondiale. A ricordo di tanto fu consacrata una piccola statua raffigurante una Madonna in cartapesta, realizzata dai mastri pestai di Lecce, ancora oggi celebrata dalla comunità locale con il nome di "Madonna di Gaudino", posta nella cappella di Casino Laspro.